# لپیکو (شهرستان هیو)
لپیکو (به لاتین: Lepiku) یک منطقهٔ مسکونی در استونی است که در دهستان اماسته واقع شده‌است.